# لي أه هيون
لي أه هيون (بالكورية: 이아현)‏ هي ممثلة كورية جنوبية. ولدت يوم 13 أبريل 1972 في سول في كوريا الجنوبية.

## روابط خارجية
- لي أه هيون على موقع IMDb (الإنجليزية)
- لي أه هيون على موقع قاعدة بيانات الفيلم (الإنجليزية)
- لي أه هيون على موقع كينوبويسك (الروسية)